# خاویر بالبائو
خاویر بالبائو (انگلیسی: Javier Balboa؛ زادهٔ ۱۳ مهٔ ۱۹۸۵) بازیکن فوتبال اهل گینه استوایی است.
از باشگاه‌هایی که در آن بازی کرده‌است می‌توان به باشگاه فوتبال رئال مادرید سی، باشگاه فوتبال رئال مادرید، باشگاه فوتبال آلباسته بالومپیه، باشگاه فوتبال رئال مادرید کاستیا، باشگاه فوتبال الفیصلی عربستان سعودی، باشگاه فوتبال بنفیکا، باشگاه فوتبال بیرامار، باشگاه ورزشی اشتوریل پرایا، و باشگاه فوتبال بارسلونا اشاره کرد.
وی همچنین در تیم ملی فوتبال گینه استوایی بازی کرده‌است.